# اس‌ام یوبی-۸۲
اس‌ام یوبی-۸۲ (به انگلیسی: SM UB-82) یک زیردریایی است که طول آن ۵۵٫۸۵ متر (۱۸۳٫۲ فوت) می‌باشد. این زیردریایی در سال ۱۹۱۷ ساخته شد.